# Anaea placida
Anaea placida är en fjärilsart som beskrevs av Druce 1877. Anaea placida ingår i släktet Anaea och familjen praktfjärilar. Inga underarter finns listade i Catalogue of Life.